# Seleção Arubana de Basquetebol
A Seleção Arubana de Basquetebol é a equipe que representa Aruba em competições internacionais de Basquetebol. É gerida pela Aruba Basketball Bond, filiada a Federação Internacional de Basquetebol desde 1986.